# Liliuokalani
Lili'uokalani, Rainha do Havaí (Honolulu, Havaí, 2 de setembro de 1838 - Honolulu, Havaí, 11 de novembro de 1917) — originalmente Lydia Kamaka'eha, também conhecida como Lydia Kamaka'eha Paki, escolhendo como nome real Lili'uokalani, e mais tarde teve o nome trocado para Lydia K. Dominis — foi a última monarca do Reino do Havaí. E também compositora de Aloha ʻOe e de outras músicas. Ela escreveu sua autobiografia "Hawaii's Story by Hawaii's Queen" (História do Havaí pela Rainha do Havaí) após perder seu trono.

## Vida

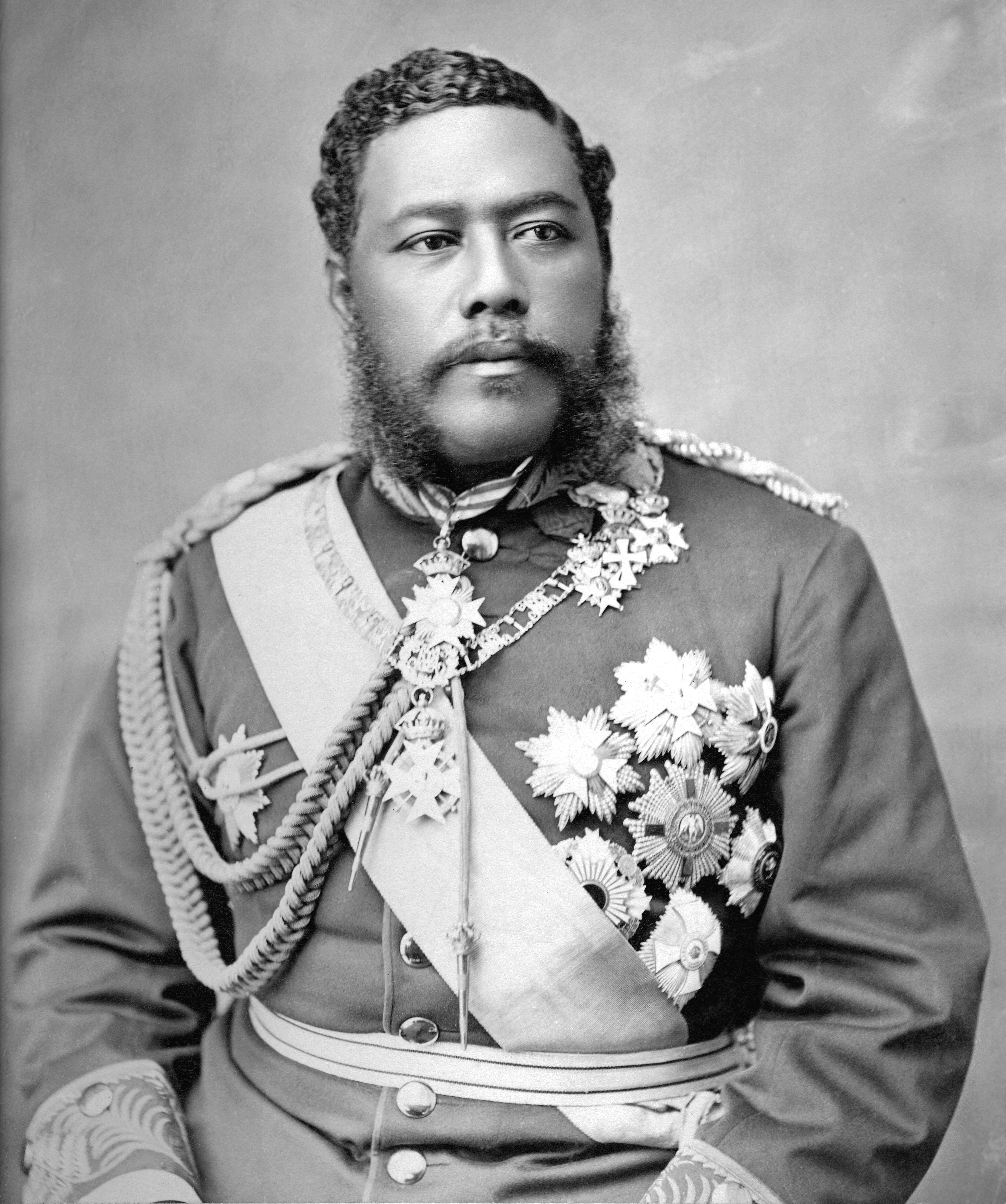
Rei David Kalākaua, antecessor da rainha Liliuokalani.

A última rainha soberana do Havaí nasceu em 1838, em Honolulu. De acordo com as tradições havaianas da época, ela foi adotada no nascimento por Abner Paki e sua esposa, Konia (neta do Rei Kamehameha I). A infância de Liliuokalani foi passada com Bernice Pauahi, filha biológica dos Pakis.
Liliuokalani estudou na Escola Real e se tornou fluente em inglês.

### Reinado

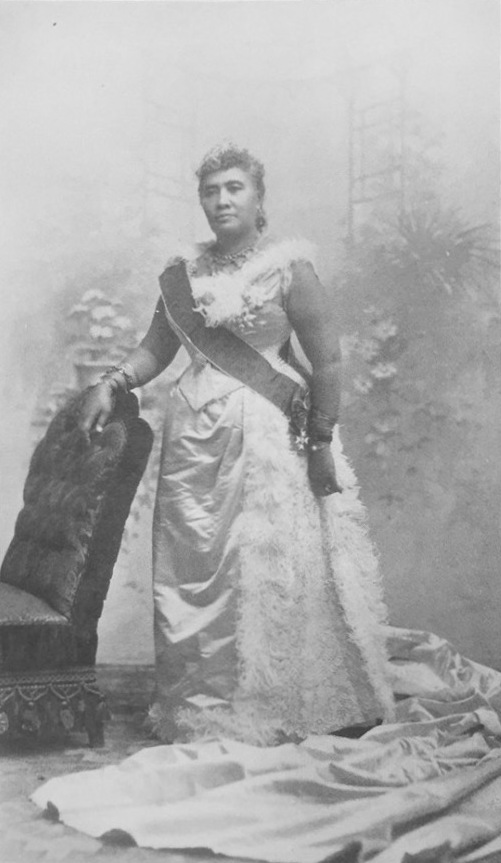
Lili'uokalani em trajes de gala (cerca de 1893)

Em 16 de setembro de 1862, casou-se com John Owen Dominis, que se tornou Governador de Oahu e Maui. O casal não teve filhos; o herdeiro do trono de Lili'uokalani era sua sobrinha Victoria Ka'iulani (1875–1899).
Lili'uokalani herdou o trono de seu irmão Kalākaua em 17 de janeiro de 1891. Logo após a sua ascensão ao poder, ela tentou promulgar uma nova constituição (ver Proposta de Constituição Havaiana de 1893), já que a "Constituição da Baioneta" — assim apelidada porque havia sido assinada pelo monarca anterior sob pressão — limitava seu poder. Foi derrotada em 1893 por descendentes de norte-americanos que queriam que o reino passasse a formar os Estados Unidos da América, algo que finalmente conseguiram anos depois, quando a monarca abdicou ao trono para evitar enfrentamentos sangrentos.
Os empresários americanos que há anos investiam na produção açucareira estavam preocupados com os impostos cobrados pelo Reino do Havaí, por isso almejavam a anexação do território aos Estados Unidos, um grande mercado consumidor. Em 1893, o representante do governo norte-americano no Havaí, John L. Stevens, pediu que as tropas do U.S.S. Boston estabelecidas em terra protegessem os negócios e as propriedades dos norte-americanos. Sua Majestade foi deposta naquele ano, e foi estabelecido um governo provisório.

### Derrota
O governo do presidente dos EUA, Grover Cleveland (1893-97), acreditava que a população havaiana estava do lado de sua monarca e que a deposição da rainha era ilegal. Por conta disso, em 16 de novembro de 1893, o governo ofereceu à rainha a restauração de seu trono se ela concedesse anistia a todos os envolvidos na deposição. Em um primeiro momento, a rainha se negou alegando que queria que os golpistas fossem punidos. Ante esta situação, o Presidente Cleveland levou a questão ao Congresso. Em 18 de dezembro de 1893 o ministro norte-americano Willis solicitou ao governo provisório que devolvesse o poder a Lili'uokalani, que se negou a fazê-lo. Em 4 de julho (alusão ao dia da independência dos EUA) de 1894, foi proclamada a República do Havaí e Sanford B. Dole, um dos primeiros defensores da república, nomeado presidente. O governo dos EUA logo reconheceu o novo país.

### Abdicação
Lili'uokalani foi detida em 16 de janeiro de 1895 (vários dias após uma rebelião de Robert Wilcox) quando armas de fogo foram encontradas nos jardins de sua casa; fato do qual ela negou conhecimento. Por este motivo, foi sentenciada a cinco anos de trabalhos pesados na prisão e a uma multa de $ 5 mil, mas a sentença foi comutada para prisão domiciliar no Palácio 'Iolani onde ficou presa até 1896. Após oito meses, ela abdicou do trono em troca da soltura de seus aliados da prisão. Mudou-se para o palácio Washington Place, onde residiu de forma anónima até à sua morte em 1917 por complicações de um derrame cerebral. O Território do Havaí foi anexado aos Estados Unidos em 1898.

### Autobiografia
Hawaii's Story by Hawaii's Queen (História do Havaí pela Rainha do Havaí) é um livro escrito pela rainha Liliʻuokalani que foi publicado em 1898, cinco anos após a queda de seu reino. Nela, a rainha relata sua educação, sua ascensão ao trono, a derrubada de seu governo por forças pró-americanas, seus apelos aos Estados Unidos para restaurar a monarquia havaiana, e sua prisão e julgamento após uma rebelião fracassada de 1895 contra a República do Havaí.
Este livro é visto por muitos no movimento de soberania havaiano como uma fonte chave documentando a derrubada da monarquia havaiana. Muitas de suas afirmações sobre a derrubada são contraditas por outras fontes primárias, incluindo o Relatório Morgan e o Relatório da Comissão de Estudos Nativos do Havaí de 1983.
Em ambos os casos, muitas pessoas acreditam que o trabalho é bem-sucedido em transmitir a frustração e a tristeza da rainha e seus partidários pela perda do trono, bem como pelo fim da nação independente do Havaí após a anexação aos Estados Unidos.

## Composições
- Aloha ʻOe - (adeus a ti) mais famosa canção e um símbolo cultural para o Havaí, tornou-se hino nacional por alguns anos. Conta sobre dois amantes se despedindo.

- 383 - Não tardará! Não tardará! - embora a letra ("He’s Coming Soon") seja de Thoro Harris, a partitura em si pertence a rainha. Harris apenas complementou com alguns arranjos e adaptações.

- He Mele Lāhui Hawaii - (A canção da nação havaiana).

- Nohea I Muʻolaulani - (Onde está Muʻolaulani).

- Ahe Lau Makani - (A suave brisa).

- By And By, Hoʻi Mai ʻOe - (Daqui a pouco, tu voltarás).

- Ka ʻŌiwi Nani - (O belo nativo).

- Ka Hanu O Hanakeoki - (O perfume de Hanakeoki).

- Kuʻu Pua I Paoakalani - (Minhas flores de Paoakalani).

- Manu Kapalulu - (Codorna).

- Nani Nā Pua Koʻolau - (Bonitas são as flores de Ko'olau).

- Ka Wiliwili Wai - (A torção da água).

- Pauahi ʻO Kalani - (Pauahi, o real).

- Pelekane - (Inglês).

- Puna Paia ʻAʻala - (Os perfumes de Puna).

- Sanoe

- The Queen's Jubilee - (O jubileu da rainha).

- The Queen's Prayer - (A oração da rainha).

- Tūtū - (Avó).

Há outras composições menos importantes.